# Grabmal F.W. Dresel
Das Grabmal F.W. Dresel ist ein denkmalgeschütztes Grabmal im Ortsteil Hohenbellin der Ortschaft Wulkow der Stadt Jerichow in Sachsen-Anhalt. Im örtlichen Denkmalverzeichnis ist das Grabmal unter der Erfassungsnummer 094 76532 als Baudenkmal verzeichnet.

## Lage
Das Grabmal von F.W. Dresel befindet sich im südlichen Teil des Friedhofsgeländes von Hohenbellin.

## Gestaltung
Es handelt sich um ein drei geteiltes Grabmal, bestehend aus einer riesigen Urne, einem Tempel und einem Torbogen.

## Inschrift
Dem Gedächtnis unseres bei Naulila in SW Afrika gefallenen Sohnes F.W. Dresel, Geboren 14. Dez. 1881, Gefallen 18. Dez. 1914

## Quelle
- Gefallenendenkmal Hohenbellin Online, abgerufen am 20. Juni 2017.